# 羽生市立手子林小学校
羽生市立手子林小学校（はにゅうしりつ てこばやししょうがっこう）は、埼玉県羽生市にある公立小学校。

## 学校教育目標
- 進んで勉強する子（基礎的・基本的学習の習得）
- なかよくくらせる子（道徳的実践力の向上）
- 体をきたえる子（健康・安全への配慮）

## 歴史
- 1873年（明治06年） - 組合広聞小学校として、下手子林村の名主岡戸文右衛門により同村内の清浄院に創立する。
- 1954年（昭和29年） - 校名を羽生市立手子林小学校と改称する
- 1969年（昭和44年） - 文部大臣より学校給食運営につき表彰される
- 1989年（平成元年） - 鉄筋コンクリート2階建ての新校舎が完成し移転
- 2006年（平成18年） - 学校歯科保健文部科学大臣賞受賞